# Furcivena rhodoneurialis
Furcivena rhodoneurialis là một loài bướm đêm trong họ Crambidae.